# Station Szewnica
Station Szewnica is een spoorwegstation in de Poolse plaats Szewnica.